# Secuestro y asesinato de Eloá Pimentel
Eloá Cristina Pereira Pimentel (Maceió, 5 de mayo de 1993 - Santo André, 18 de octubre de 2008) fue una adolescente secuestrada, tomada rehén y posteriormente asesinada por su exnovio, Lindemberg Alves Fernandes, en una crisis que involucró a fuerzas de seguridad y las cadenas de televisión principales de Brasil. Nayara Rodrigues da Silva, amiga de Pimentel, también fue tomada como rehén y herida durante el incidente. La tragedia recibió una gran exposición mediática no sólo por los tiroteos, sino también por los errores cometidos por la policía de São Paulo. Eloá Pimentel estuvo secuestrada durante 100 horas, el secuestro más largo jamás registrado en el estado de São Paulo. El juicio a Alves comenzó el 13 de febrero de 2012, exactamente tres años y cuatro meses después del crimen. En el cual fue sentenciado a 98 años en prisión.

## Secuestro
El 13 de octubre de 2008, Eloá Pimentel, Nayara Rodrigues da Silva y dos amigos más que no han sido nombrados, se encontraban solos en el apartamento de Eloá trabajando en un proyecto escolar, cuando, Lindemberg Fernandes Alves, de 22 años y exnovio de Pimentel, irrumpió en dicho apartamento en Santo André, São Paulo, sosteniendo una pistola y tomando como rehenes a los cuatro adolescentes. El Grupo de Acciones Tácticas Especiales de São Paulo (GATE) arribó pronto al lugar y comenzó las negociaciones, logrando la liberación de los dos amigos el mismo día. Sin embargo, no fue sino hasta el 16 de octubre, que Alves finalmente liberó a da Silva. La cual, en una situación controversial, fue forzada, dos días después, a regresar al apartamento por la policía, a petición del secuestrador, para negociar su rendición. Al llegar al apartamento, Alves cambió de opinión y la volvió a tomar como rehén. Horas más tarde, el GATE decidió terminar las negociaciones y asaltar el apartamento. Al ingresar, Alves realizó tres detonaciones, antes de ser, finalmente, detenido e inmovilizado. Dichos disparos hirieron a Nayara una vez y a Eloá dos veces. Eloá fue trasladada al hospital, donde fue declarada con muerte cerebral y le retiraron el soporte vital el 18 de octubre, a las 23:30. Nayara, por su parte, se recuperó satisfactoriamente.

## Después del incidente
El cuerpo de Eloá fue enterrado en el cementerio Jardim Santo André, Santo André, en una ceremonia a la que asistieron diez mil personas. Su corazón, pulmones, hígado, páncreas, riñones y córnea fueron donados en beneficio de siete personas. Posteriormente se descubrió que su padre, Everaldo Pereira dos Santos, era sospechoso del asesinato de dos personas en el estado de Alagoas. Dos Santos huyó durante el incidente pero fue capturado en Maceió el 28 de diciembre de 2009. 
El juicio de Alves duró cuatro días en febrero de 2012. Fue declarado culpable de doce cargos y condenado a 98 años y diez meses de prisión. La ley brasileña, sin embargo, limita la pena a treinta años.

## Controversias
La tragedia fue ampliamente discutida por los errores cometidos por la policía de São Paulo, especialmente el hecho de que permitieron a Nayara regresar al departamento. Marcos do Val, instructor SWAT brasileño, señaló otros errores como permitir que el secuestro durara tantos días, no dispararle a Alves con un francotirador, tardar demasiado en asaltar el apartamento tras romper la puerta y no usar la puerta trasera o las ventanas.
La cobertura constante por parte de los medios de televisión daban información a Alves sobre los movimientos de la policía y el GATE, dificultando así una más fácil llegada de las fuerzas involucradas a solucionar el problema a tiempo.

## Cobertura mediática
En 2016, se publicó sobre el caso un episodio de la serie de televisión documental sobre crímenes reales Investigação Criminal.